# Brita Grahn
Brita Matilda Grahn, född 6 december 1907 i Ytterby församling, Bohuslän, död 8 juli 2003 i Eskilstuna Klosters församling, Eskilstuna, var en svensk textilkonstnär.

## Biografi
Brita Grahn var dotter till stationsskrivare Vilhelm Grahn och Emma Persson. Hon studerade vid Amalia Fjæstads gobelinskola i Arvika 1929–1930 och studerade vidare till vävlärare vid Brunssons vävskola i Stockholm. Grahn drev det egna textilföretaget Ateljé Textura i Uppsala 1932–1940 innan hon studerade bildkonst vid Leon Welamsons illustrations- och målarskola i Stockholm 1940–1941 och textil vid Lenningska textilinstitutet i Norrköping 1941–1942. Hon anställdes därefter som konstnärlig ledare för AB Robert Ditzingers vävateljé i Sundbyberg. Separat ställde hon ut i Stockholm och Göteborg samt medverkade i samlingsutställningar i Stockholm och Zürich. Hon skapade mattor i teknikerna flossa, reliefflossa, rya, rölakan och gobelängteknik samt andra textilier. Bland hennes offentliga arbeten märks reliefflossan Tidsspegel i Göteborgs domkyrka och gobelinröllakanet Kokong i Västerås residens.